# Warmątowice (gromada)
Warmątowice (od 1 I 1960 Przybków) – dawna gromada, czyli najmniejsza jednostka podziału terytorialnego Polskiej Rzeczypospolitej Ludowej w latach 1954–1972.
Gromady, z gromadzkimi radami narodowymi (GRN) jako organami władzy najniższego stopnia na wsi, funkcjonowały od reformy reorganizującej administrację wiejską przeprowadzonej jesienią 1954 do momentu ich zniesienia z dniem 1 stycznia 1973, tym samym wypierając organizację gminną w latach 1954–1972.
Gromadę Warmątowice z siedzibą GRN w Warmątowicach (obecna nazwa to Warmątowice Sienkiewiczowskie) utworzono – jako jedną z 8759 gromad na obszarze Polski – w powiecie legnickim w woj. wrocławskim, na mocy uchwały nr 18/54 WRN we Wrocławiu z dnia 2 października 1954. W skład jednostki weszły obszary dotychczasowych gromad Warmątowice, Tyńczyk Legnicki, Przybków (bez przysiółków Szymanowice i Smokowice), Złotniki, Prostynia, Kozice, Kościelec, Janowice Duże i Babin oraz przysiółek Bielowice z dotychczasowej gromady Winnica ze zniesionej gminy Krotoszyce w tymże powiecie. Dla gromady ustalono 14 członków gromadzkiej rady narodowej.
1 stycznia 1960 do gromady Warmątowice włączono wsie Nowa Wieś Legnicka i Kojszków ze zniesionej gromady Raczkowa w tymże powiecie, po czym gromadę Warmątowice zniesiono, przenosząc siedzibę GRN z Warmątowic do Przybkowa i zmieniając nazwę jednostki na gromada Przybków.